# Charles Champagne (homme politique)
Pour les articles homonymes, voir Charles Champagne et Champagne.
Charles Champagne (16 octobre 1838 - 22 décembre 1907) est un homme politique québécois. Il a été député à l'Assemblée législative du Québec, représentant la circonscription de Deux-Montagnes entre 1876 et 1882 sous la bannière du Parti conservateur du Québec.
Il a été conseiller législatif pour la division de Mille-Isles entre 1883 et 1888. Il démissionne pour accéder à la magistrature. Il est magistrat du district de Montréal (1888-1893) puis juge à la Cour de circuit du district de Montréal en 1893.